# Acanthoceto
Acanthoceto is een geslacht van spinnen uit de  familie van de Anyphaenidae (buisspinnen).

## Soorten
- Acanthoceto acupictus (Nicolet, 1849)
- Acanthoceto cinereus (Tullgren, 1901)
- Acanthoceto ladormida Ramírez, 1997
- Acanthoceto marinus Ramírez, 1997
- Acanthoceto pichi Ramírez, 1997
- Acanthoceto riogrande Ramírez, 1997
- Acanthoceto septentrionalis (Berland, 1913)